# Corbehaut
Corbehaut ist ein Roman von Félix Vallotton, der 1920 entstand und posthum 1970 erschien. 1973 folgte die in die deutsche Sprache übersetzte Ausgabe, die im Manesse Verlag erschien.

## Handlung
„Eine Handlung im traditionellen Sinne weist der Roman nicht auf. Er besteht vielmehr aus einer Anzahl höchst ausgefallener Geschichten, die zum Teil weit in die Vergangenheit zurückreichen, die andrerseits, zumal was die zentrale, dominierende Geschichte angeht, auf unheimliche Weise mit Gegenwärtigem verknüpft sind.“
Pierre Cortal, ein Pariser Jura-Absolvent und recht erfolgloser Schriftsteller, reicht bei der Zeitung Petit Français eine Erzählung ein, was dazu führt, dass ihm der Verlagsleiter einen Vertrag für einen Fortsetzungsroman anbietet. Nachdem der Autor des erfolgreichen Groschenromans Corbehaut plötzlich verstorben ist, soll Cortal diesen reißerischen Schauerroman möglichst schnell fortsetzen. Dazu reist er in ein bretonisches Hafenstädtchen, richtet sich im örtlichen Hotel des voyageurs et de la marine ein und schickt regelmäßig neue Folgen des Machwerks nach Paris. Nachdem er die erste Folge des mittelalterlichen Romans abgeschlossen hat, verlegt er die Fortsetzung, die unter seinem eigenen Namen erscheint, in die Neuzeit; Corbehaut ist nun ein geldgieriger Bankier, der danach strebt, die Menschen seiner Umgebung zu tyrannisieren und zu zerstören.
Bei seinen Rundgängen durch Prestel-sur-mer lernt Cortal nach und nach die Honoratioren des Ortes kennen, den Apotheker Trégoz und schließlich Vigile Honoré, der ihn mit der Geschichte des Orts und den schaurigen Geheimnissen der Familie Lacoubière vertraut macht. Cortal erfährt schließlich, dass Honorés Vater nicht Selbstmord verübt habe, sondern um 1870 ermordet worden sei, und versucht mehr darüber zu erfahren. Nach und nach enthüllt ihm Honoré das Familiengeheimnis, bis sich herausstellt, dass er selbst seinen Vater erschoss, als dieser sich an einer Magd verging und diese erwürgen wollte.

## Rezeption
„Nicht ein ‚ich‘ erzählt“, schrieb Rudolf Koella im Nachwort der deutschsprachigen Ausgabe (1973), „sondern ein nur flüchtig mit wenigen Strichen charakterisierte junger Mann namens Pierre Cortal […] Doch macht er nur die Hauptgestalt der Rahmenerzählung aus. Nicht er erlebt die Geschichten, um die es in diesem Roman geht; sie werden ihm erzählt, und er trägt sie dann, verzerrt zum Kolportageroman, weiter. So wird Verbindung geschaffen zur Rahmenhandlung, die ihrerseits bezug auf diese Geschichten nimmt. Denn wie bald muss Pierre Cortal erfahren, dass all die Greuel und Schrecken, die er sich für seinen Erfolgsroman ‚Corbehaut‘ ausdenkt, von tatsächliche Geschehnissen schlechtweg in den schatten gestellt werden.“

## Ausgaben
- Félix Vallotton: Corbehaut. Préface de Gustave Roud. Lausanne, Société de la Feuille d’Avis, 1970.
- Félix Vallotton: Corbehaut. Roman. Aus dem Französischen übersetzt von Franz Bäschlin. Nachwort von Rudolf Koella. Zürich, Manesse, 1973.